# Río Itata
Le Río Itata est un fleuve qui traverse la région du Biobío au centre du Chili. Ce fleuve non navigable a une longueur de 180 km et son bassin versant a une superficie de 11385 km². Son débit moyen est de 137 m³/s (mesuré à Nueva Aldea). Son régime hydrologique est nival. Le río Itata est créé par le confluent des río Cholguán et río Huépil. Ses principaux affluents sont les río Diguillín et río Ñuble. Il traverse le territoire des communes de Yungay, Cabrero, Pemuco, Bulnes, Quillón, Ñipas, Portezuelo, Coelemu et Treguaco. Il se jette dans l'Océan Pacifique à Vegas del Itata.